# Entrèves
Entrèves is een plaats (frazione) in de Italiaanse gemeente Courmayeur, Aostadal.